# Бакли, Алан
Алан Бакли (англ. Alan Buckley; род. 20 апреля 1951, Мансфидд, Ноттингемшир) — английский футболист и футбольный тренер, спортивный комментатор в BBC Хумберсайд.

## Клубная карьера
Алан Бакли начал свою карьеру в Ноттингем Форест, но потом был продан в «Уолсолл» в 1973 году, так и не сумев завоевать постоянное место в основе.Он стал результативным нападающим в Феллоус Парк, потом он был  продан в Бирмингем Сити в октябре 1978 года. Он вернулся в Уолсолл за рекордную сумму (£ 175 000) в июне 1979 года. Он начал свою тренерскую карьеру в «Шорниках», сначала в качестве играющего тренера и ненадолго как ассистент Нила Мартина. Бакли приобрёл хорошую репутацию во время своего пребывания в «Блек Кантри», забив «Манчестер Юнайтед» в качестве игрока во Кубке Англии в январе 1975 года, и привёл  Уолсолл к победе над Арсеналом и ничьей с Ливерпулем во время розыгрыша Кубка лиги,которые вывели их в полуфинал этого кубка.Он был уволен в августе 1986 года, когда Терри Рамсден купил клуб,создав собственную команду менеджеров в течение 90 минут после завершения сделки по поглощению.
Алан Бакли до сих пор очень высоко ценится в Уолсолле; повышение в первом сезоне в качестве менеджера и ничья 2-2 с европейским чемпионом Ливерпулем в полуфинале Кубка лиги на Энфилде.Уолсолл был хорошей командой, но плохой конец матча и неудача в домашнем стадионе привели к тому, что «Ливерпуль» выиграл со счётом 2:0 единственными ударами, после чего Грэм Соунесс сказал после матча, что «Он лучше сыграет с «Ювентусом», чем с «Уолсоллом», поскольку они полностью «переиграли нас.».
Он присоединился к Тамуэрт в качестве игрока в октябре 1986 года, сыграл пять матчей за клуб, три из которых прошли в Премьер-Лиге Уэст-Мидлендса, дебют в этой лиге состоялся 4 октября 1986 года в матче с Тивидейлом который закончился со  счётом 2:0.

## Тренерская карьера
После года в Кеттеринг Таун, он тренировал Гримсби Таун. В котором он достиг повышения в Третий дивизион Футбольной лиги в 1990 году, затем во Второй дивизион Футбольной лиги,где провели все, кроме одного из следующих 12 сезонов. В осени 1994 года он перешёл к соперникам Гримсби по Первому дивизиону в Вест Бромвич Альбион. Тренерство в «Хоторнс» длилось два с половиной года. Он был уволен за то, что он не смог получить повышение в Высший дивизион.
Потом Бакли вернулся в Гримсби летом 1997 года во второй раз. В тот момент Гримсби вылетел во Второй дивизион , но Бакли вернул Гримсби обратно в Первый дивизион. Он был уволен в 2000 году после 2 полных сезона. Затем последовала пара коротких, недолгих периодов в третьем дивизионе - сначала в Линкольн Сити, а затем в Рочдейл.
9 ноября 2006 года Бакли был назначен тренером Гримсби в третий раз. В первом сезоне они финишировали в середине таблицы. В сезоне 2007–2008 они стартовали плохо ,но закончили в верхней половине таблицы. Набрав всего два очка в первых шести играх сезона 2008–09, Бакли снова был уволен с поста тренера.
В течение 10 лет работы в качестве тренера  Гримсби—клуб ни разу не вылетел, и он также был повышен три раза.  Бакли является одним и четырнадцати менеджеров, которые достигли 1000 матчей во главе команды Футбольной лиги.
14 июня 2012 года Бакли вернулся в Гримсби в четвёртый раз, присоединившись в качестве менеджера Гримсби до 17.

## Личная жизнь
Его младший брат Стив Бакли сыграл более 300 матчей за Дерби Каунти и более 100 за Лутон Таун.Его старший сын Саймон заключил контракт Вест Бромвич Альбион и Гримсби Таун, но играл ни одного матча. Позже он играл за Бостон Юнайтед. Его другой сын Адам Бакли играл в Футбольной лиге в таких клубах, как Гримсби и Лутон Таун, затем он перешёл в любительский футбол.

## Достижения

### В качестве игрока
«Уолсолл»
- Серебряный призёр Четвёртого дивизиона Футбольной лиги: 1979–80

### В качестве тренера
«Кеттеринг Таун»
- Обладатель Кубка GMAC: 1987

«Гримсби Таун»
- Серебряный призёр Четвёртого дивизиона: 1990
- Бронзовый призёр Третьего дивизиона: 1991
- Обладатель Трофея лиги: 1998
- Серебряный призёр Трофея лиги: 2008

## Тренерская статистика
На 24 Мая 2007 года.
| Команда              | С               | До               | Статистика | Статистика | Статистика | Статистика | Статистика |
| Команда              | С               | До               | М          | П          | Пор        | Н          | Победа %   |
| -------------------- | --------------- | ---------------- | ---------- | ---------- | ---------- | ---------- | ---------- |
| Уолсолл              | 27 Июнь 1979    | 1 Июль 1981      | 93         | 36         | 24         | 33         | 038,71     |
| Уолсолл              | 1 Июль 1981     | 1 Январь 1982    | 18         | 9          | 4          | 5          | 050,00     |
| Уолсолл              | 1 Июль 1982     | 1 Август 1986    | 201        | 87         | 66         | 48         | 043,28     |
| Гримсби Таун         | 6 Июнь 1988     | 20 Октябрь 1994  | 327        | 130        | 109        | 88         | 039,76     |
| Вест Бромвич Альбион | 20 Октябрь 1994 | 22 Январь 1997   | 118        | 39         | 45         | 34         | 033,05     |
| Гримсби Таун         | 21 Май 1997     | 22 Август 2000   | 175        | 67         | 63         | 45         | 038,29     |
| Линкольн Сити        | 28 Февраль 2001 | 25 Апрель 2002   | 69         | 16         | 29         | 24         | 023,19     |
| Рочдейл              | 1 Июнь 2003     | 30 Декабрь 2003  | 28         | 8          | 15         | 5          | 028,57     |
| Гримсби Таун         | 9 Ноябрь 2006   | 15 Сентябрь 2008 | 97         | 33         | 41         | 23         | 034,02     |
| Итого                | Итого           | Итого            | 1126       | 425        | 396        | 305        | 037,74     |